# Jaromír Libánský
Plukovník Jaromír Libánský, křtěný Jaromír (10. září 1895 Bartoušov – 4. května 1943 Berlin) byl legionář, důstojník československé armády a odbojář z období druhé světové války.

## Život

### Mládí, první světová a ruská občanská válka
Jaromír Libánský se narodil v roce 1895 v Bartoušově na Jičínsku v rodině přednosty stanice Františka Libánského a jeho ženy Anny rodem Michálkové z Hněvčevsi. V letech 1906 a 1914 studoval na gymnáziu v Jičíně. Do c. k. armády nastoupil v březnu 1915 a v pozici velitele družstva odjel na ruskou frontu, kde byl již 27. května zajat na řece San. Internován byl v Darnici a do československého vojska se přihlásil v říjnu 1916, absolvoval důstojnickou školu a dosáhl hodnosti poručíka. Mmj. se účastnil bitvy u Bachmače a u Lipjag a sibiřské anabáze. Z Vladivostoku odplul lodí Amerika.

### Mezi světovými válkami
Do Československa se Jaromír Libánský vrátil 13. června 1920. Službu nastoupil nejprve v Josefově a poté na Podkarpatské Rusi. Dále se vzdělával a v roce 1922 byl povýšen na kapitána. Téhož roku byl převelen do Plzně, kterou pak služebně střídal s Tachovem. Mezi lety 1929 a 1930 byl velitelem poddůstojnické školy, poté sloužil jako mobilizační důstojník a dosáhl hodnosti majora. V roce 1931 byl převelen do Dolného Kubína k horskému praporu. 1. prosince 1936 byl jmenován velitelem praporu Stráže obrany státu v Košicích a současně vojensko-technickým referentem u hlavního okresního politického úřadu tamtéž, v lednu 1938 byl povýšen na podplukovníka. Po obsazení Košic Maďarskem přesídlil v listopadu 1938 do Prešova.

### Druhá světová válka
Po německé okupaci pracoval Jaromír Libánský v Ústavu pro válečné poškozence v Praze. Zapojil se do Obrany národa v rámci krajského velitelství Plzeň a jeho úkolem bylo formování rámcového pluku Plzeň-západ. Zatčen Gestapem byl 14. února 1940 v Praze, vyšetřován byl ale v Plzni. Vězněn byl poté v Terezíně a na dalších místech v Německu. 2. prosince 1942 byl v Berlíně odsouzen za velezradu k trestu smrti. Popraven byl 4. května 1943 v berlínské věznici Plötzensee. Dekretem prezidenta republiky byl 25. října 1946 povýšen in memoriam do hodnosti plukovníka.

## Rodina
Jaromír Libánský se v červnu 1925 oženil s Boženou Pochmanovou. V říjnu 1932 se mu narodil syn Jaromír Eduard.